# Dimos Psara
Dimos Psara (Psara) är en kommun i Grekland.   Den ligger i prefekturen Chios och regionen Nordegeiska öarna, i den östra delen av landet, 170 km öster om huvudstaden Aten. Antalet invånare är 478. Arean är 45 kvadratkilometer.
Terrängen i Dimos Psara är platt åt sydväst, men åt nordost är den kuperad.